# 支那人

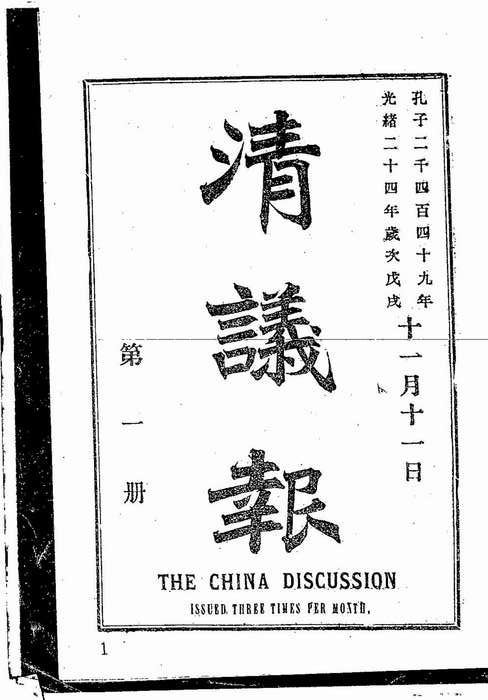
《清議報》是保皇會在日本籌辦的第一份機關刊物，先後設有支那人論說、日本及泰西人論說、支那近事、萬國近事、支那哲學、政治小說等欄目。

支那人，原義為居住於支那之人，是古印度對中國人的稱呼。於東漢時隨佛教傳入中國，經由在中國古典文獻及佛教經典中使用，隨之傳播至日本、韓國與越南等地。歷史上，该词最初并无冒犯意味，但因對日抗戰期间在日本含有日本對中国人/华人的輕蔑態度而带上贬义意思。現今該詞在中華人民共和國境內，被認為是一種對中國人的歧视用語，稱呼中國人為支那人，類似於在日本稱呼日本人為以及在美國稱非洲裔美國人為黑鬼（Nigger），被视为含有種族歧視或侮辱的意涵。在中華民國法院系統中，認為這並不必然為歧視用語，屬於言論自由範圍，法律不加干涉。

## 概要
支那一词源于印度，原为古代印度对中国的称呼，可能源于汉字“秦”或“晋”，经佛教经典传入中国。于9世纪初通过佛教交流传入日本，并在明治维新之后由日本传回中国。該詞在中國近代思想中，為討論民族性、國民性的重要概念，包括如梁啟超及嚴復等對民族性中的劣根性求改進討論。晚清知識份子在使用“支那”或“中國”一詞來稱呼國家及國民未有共識，因此以「支那」一词来指稱中国的现象在西洋改革派和革命派的報刊書籍中，風行一時。但同時也遭到保守派和相異意見的知識份子強烈反對。例如戊戌時期，王先谦、葉德輝等人就特别反感此詞流行的作法，並在《湘省學約》等刊物書籍中發文批評。直到中華民國建立后，中国人以“支那”一词自称的现象减少。
在甲午戰爭至1945年第二次世界大戰結束期間為中日關係最惡劣的時期，在這段時期，支那人一詞在日本涵有日本的自我優越感及對中國人的輕蔑態度。这一时期的日本不仅对中国人使用“支那”一称，甚至将当时在其治下的台湾汉人也称为“支那民族”或“支那人种”。1930年，中華民國政府明令拒絕接受在公文書中使用支那及支那人稱呼，並向日本政府抗議，自1932年起，日本在正式外交場合中不再使用這個名詞。1946年二戰後結束後，盟國最高司令部的調查指出「支那」稱謂含有貶意，要求日本政府不得在公文和公開場合使用該詞，同年，日本政府通令日本國內公文書中不可使用支那一詞，有日本學者宣告這個「非常令人厭惡的名稱」已從日本語言中消失。
在印尼，由於有許多印尼人與印尼華人認為「支那」一詞是貶低異族與種族歧視的象徵，因而採用「中華（Tionghoa）」，當地部分華人團體也積極消除「支那」一詞。蘇哈托政府當政的年代，反華氣氛濃烈，「支那」一詞多被持有反華立場的人所用，後來中印關係回暖，印尼官方才恢復「中華」的稱謂。
今除石原慎太郎等日本右翼团体外，日本官方及民間主流已不再使用「支那」和「支那人」兩詞。日裔加拿大歷史學家若林正（Bob T. Wakabayashi，或譯若林忠志）指出，日本戰敗後有兩類日本人繼續使用此貶義詞——教育程度低的或者積習難改的老年人。
「支那」一词可被視作漢民族、文化、地區的統稱，在當前語境中具有较为强烈的貶義，「支那人」一词也因此被广泛地用於現實或網絡社會中一部分中文语众在與中國大陸人（有时包括海外华侨）發生衝突對其的蔑稱。除此之外，各地区人群对“支那人”一词的使用和指代对象也有较为不同的观点和用法，如一些台灣人士的观点認爲臺灣的外省人也是支那人，并在与其发生冲突时将该词作为其贬称使用；部分华人圈之外的仇华主义者及中国大陆的逆向民族主义者则认为所有具有华裔血统的人均是“支那人”；部份反對中华人民共和国的中國大陸、台灣、香港以及海外華人也會將中国共产党及其支持者稱為「支共」；该词在日本亦有被作为琉球人的贬称而使用的记录。

## 起源
支那以及支那人的稱呼，最早起源於古印度。在印度古典《摩訶婆羅多》、《羅摩衍那》、《摩奴法典》及《政事論》等，皆記載了支那與支那人的稱呼，同時也記載支那產絲綢一事。在部派佛教經典中，使用了支那這個地名。如《那先比丘經》、《普曜經》、《大毗婆沙論》等。大乘佛教經典，如《華嚴經》等，也記載這名稱。推估最晚在公元1世紀時，這名詞就已經在古印度通行。《摩奴法典》認為支那人等外國人，原起源於剎帝利，由於缺乏婆羅門的引導，衰弱成為首陀羅等級。
這個名稱隨著佛教經典漢譯而進入中國，後傳至日本、韓國等國家。

## 歷史

### 近现代

#### 晚清時的中國大陸
晚清時期，知識份子在討論超越傳統族群概念的漢人、滿人等以尋求國家界定的國民性及民族性的討論中，支那人一詞為現代意義的中國人。
當時東亞知識份子的討論中的日本与支那人种关系及理論，在中国的「日本化」學習亞洲現代性时期，是极为复杂的中日之间互动历史现象，包括支那革命论、大亚细亚主义、等等：如梁啓超以黄种与白种人的異同來鼓吹亞洲黃種人合作的必要性；其於日本籌辦的第一份機關刊物《清議報》先後設有支那人論說、日本及泰西人論說、支那近事、萬國近事、支那哲學、政治小說等欄目。梁啓超於该报第一册中说明辦報宗旨：「一、维持支那之清议，激发国民之正气，二、增长支那人之学识，三、交通支那、日本两国之声气，聊其情谊，四、发明东亚学术，以保存亚粹。」；1899年《清議報》中梁啟超就以「在支那人未知有國家，安得有國家思想」一言開啟其對日本人尾崎行雄的文章〈論支那的命運〉做譯釋。
1899年出版，由明恩溥著的《支那人气质》（涩江保日譯版書名）一書，因談及對国民性的探讨，引發了如鲁迅等對該議題的思辯及有關國民性的文化及制度改造。
清末成書的《新元史》，整理古蒙古記錄，提到有支那人住在和林。意指居住在蒙古帝國中的漢人。
晚清知識份子在使用支那或中國一詞來稱呼國家及國名的討論中，並未取得共識，因此以「支那」一词来指稱中国的现象在西洋改革派和革命派的報刊書籍中曾風行一時。在康同璧曾於二十世紀初自稱「……我是支那第一人。」，但同時也遭到自傳統文界和不同意見的知識份子強烈反對，他們反對用此詞稱呼。例如戊戌時期，王先謙、葉德輝等人就特別反感此詞流行的作法，並在《湘省學約》等刊物書籍中發文批評。在中華民國建立后，中国人以“支那”一词自称的现象才减少。
中國佛教徒如太虛、法尊、歐陽漸等人，仍然以支那人自稱。學者陳寅恪等人也曾使用這個自稱。

#### 日本統治時的台灣

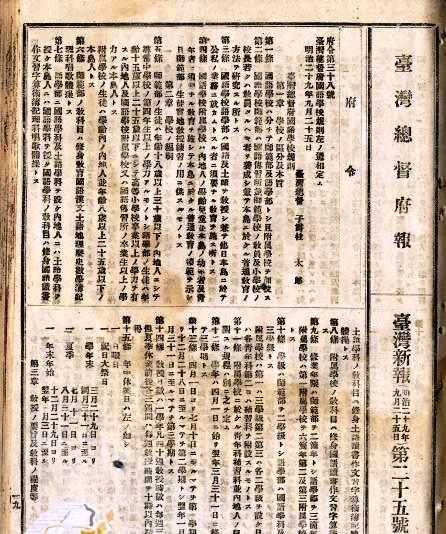
至遲於1896年9月臺灣總督桂太郎已於府報開使用「本島人」一詞稱呼臺灣人

根據《马关条约》第二條清廷割讓台灣等地予大日本帝国。同文第五條，日本同意臺灣住民於該約生效兩年內自擇國籍。1897年5月8日（「住民去就決定日」）前有6456位住民選擇離開臺灣，留下的人則成為大日本帝國的子民。
行政上，臺灣總督府從1895年（明治28年）起即於各種公文書（如飭令、律令、府令、1896年夏首次發行的《臺灣總督府報》等）開始以「本島住民」、「本島人」、或「臺灣人民」等詞稱呼原居臺灣的各族群，民間亦隨之普遍使用，尤以「本島人」一詞最為通行。在戶政上，以「中或支」為支那人或中國人，有別於「福」（今台灣福佬人）或「广」（今台灣客家人）及「汉」（其他汉人）。行政上，為管理乙未割台後赴台的清國工人，臺灣總督府於1895年發布《支那人上陸條例》，對其作出規範。1896年發布《清國勞働者取締規則》，1904年再制定《支那勞働者取締規則》。根據上述條例及規則，到赴台勞工需先從其勞動承包人之處領取渡航證明書，在臺灣上岸後從警察局換取上陸許可書，至返回中國時再行交還。
1898年，臺灣總督府設置的「臨時臺灣土地調查局」進行關於土地的舊慣調查，並將調查資料均收錄於《臨時臺灣土地調查局公文類纂》內。1900年，日本法學者岡松參太郎以實地調查為基礎，編成《臺灣舊慣制度調查一斑》，當中記載：「今所謂臺灣土人，皆是來自中國的移住民，依其原住地，大約可分為泉州、漳州及廣東人三種。其人種之差異，多少由於言語風俗不同。」
日本歷史學家竹越與三郎說，「（臺灣以）支那人種占絕大部分，支那人種又可分為二， 此種分別不是人種學上的區別，而是歷史、社會因素導致的分別，而幾近於人種學的分別。其一是福建漳泉二州，及其附近地區之移住民，通常被稱為福老，或被稱為閩族，約二百四十餘萬人。另一是廣東附近地區的移住民子孫，一般被稱為客家，或被稱為粵族，其數四十餘萬人」。
1902年2月25日，第4任台灣總督兒玉源太郎出席眾議院委員會時說：「統治臺灣的目標是使新領土的人民『浴於皇化，成為真的忠義之民』，但是這裡是有近三百萬支那民族之地，可以說台灣就是台灣，有獨自的特色」，並作出「台灣民族要花至少五十年至百年以後才能將其固有特性化為能負徵兵義務的忠良之民」的結論，以利未來將「本島人」、「支那人」化為日本「皇民」。日本實行皇民化政策的目標在於改变台灣清朝遺民的民族固有特性，對少數民族以及殖民地族群施行的一系列同化政策。
由於台灣經歷過受壓迫的殖民地經驗和地緣政治，一些支持臺灣獨立運動的人士如廖文毅因而主張當時的台灣民族已發展成為與「支那人」不同的民族。

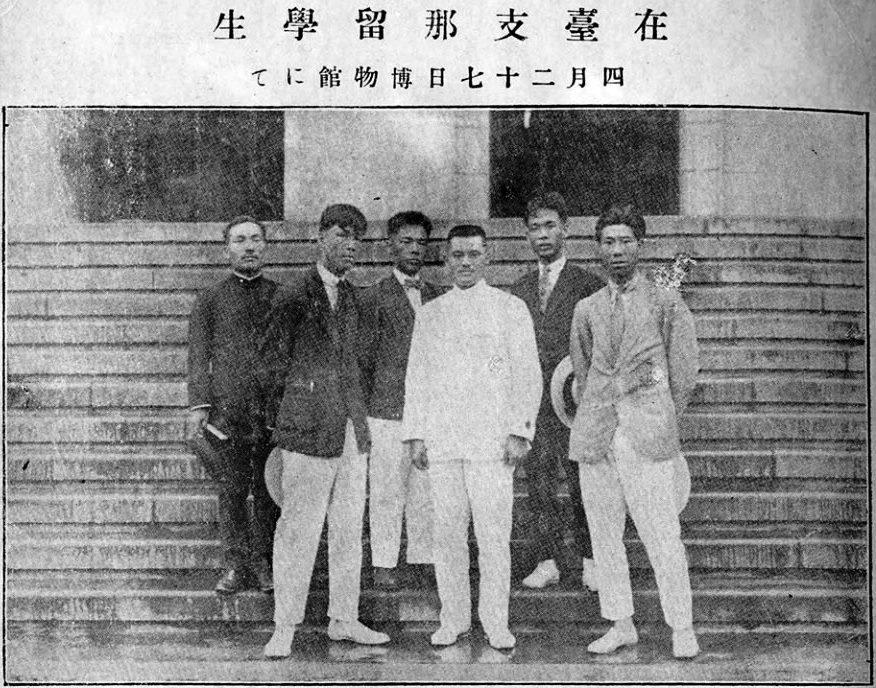
1921年旅居日治臺灣的中国留學生訪問時稱臺灣總督府博物館的國立臺灣博物館
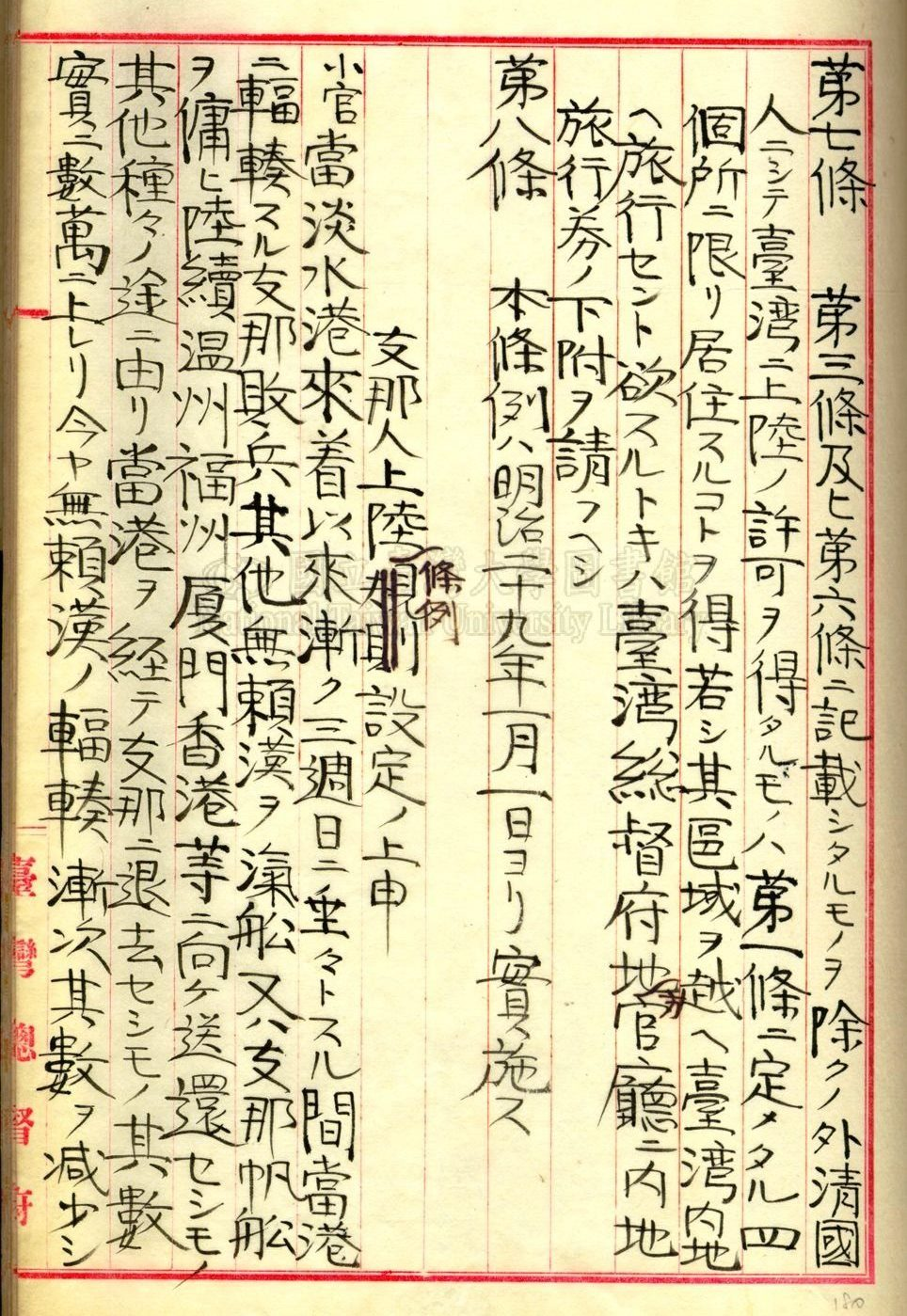
1895年規範清國人赴臺灣的《支那人上陸條例》
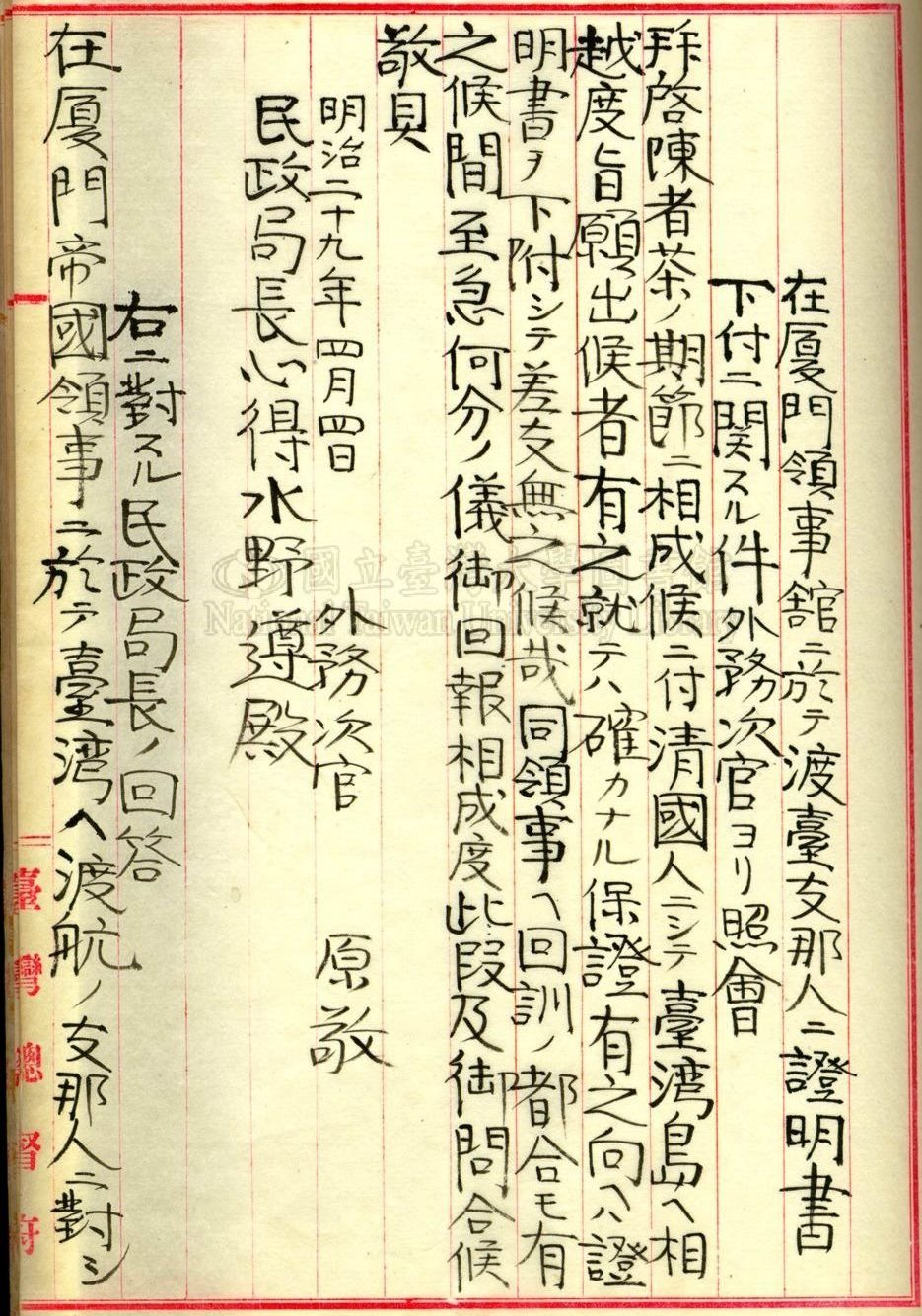
1896年日本外務省次官原敬致臺灣民政局長水野遵照會

#### 中華民國成立後
1912年中华民国成立，宣統帝退位，在北洋政府和日本外務省的文件往來中，北洋政府要求使用“中華民國”代替“支那共和國”的名稱，但日本只承諾在中文文本中使用中華民國，而在日文文本中保留“支那共和國”字樣。
1914年，孫文給日本首相大隈重信伯爵的密函中曾共計33次自稱支那、對支政策、支那革命黨、支那國民、支那人等。
1919年五四运动之际，一些人上书政府，要求日本不得再使用“支那”或“支那共和國”的说法，中国政府与日方交涉未果。1932年日本官方在中華民國政府的要求之下，改以「中華民國」代替支那在官方文書的稱呼，但民間報刊仍稱中國爲“支那”。
1941年，「東亞問題調查會」編輯、日本朝日新聞社出版《最新支那要人傳》、北平支那研究會編的《支那官紳錄》、東京泰山房出版的《現代支那人名辭典》及日本外務省情報部編的《支那現代人名鑑》，介紹當時中國國民黨、中國共產黨、汪精衛政權、蒙疆自治政府等方面領導人、民主人士和社會知名人士。

#### 第二次世界大戰後
1946年，在日本於第二次世界大戰投降後，中國以戰勝國身份派遣代表團進駐東京。應中國代表團的要求，盟國最高司令部政治顧問團對“支那”稱謂進行了調查，並確認“支那”稱謂含有蔑意。日本政府接受中華民國政府的要求，並於1946年6月責令日本外務省不要再使用“支那”稱呼中國。 根據這一指示，日本外務省迅速於昭和21年（1946年）向全國發出《關於迴避使用支那稱呼之事宜》（日语：支那ノ呼称ヲ避ケルコトニ関スル件）的通告，通令全國官民，媒體、教科書、公文、公務員禁止使用「支那」，明定對中華民國統治之下的國民稱呼全面改以中華民國人、中國人、民國人、華人。此後“支那”這個詞完全從日本政府的公文、教科書、報刊雜誌中消失。
1940及50年代，台灣民族主義者如廖文毅及王育德等主張台灣民族已發展成為和「支那人」不同的民族，反映1920年代台灣人民族運動的轉化過程中台灣人民因諸多歷史結構因素（包括日本以「台灣人」稱台灣島民以區隔開中國大陸的「支那人」），使得「支那人」一詞成為部分台灣民族主義者用作分析臺灣與中國不同的語彙。
1949年，中華民國政府遷至臺灣後，部分臺獨人士把蔣介石、蔣經國等稱為「從中國大陸敗逃來臺灣的支那人」，認為其政權是「能搶就搶，集中台灣人的財富到支那人的手上，徹底破壞台灣人的奉公精神。」
學者王育德於1963年發表在《台灣青年》的文章〈台灣民族論〉即引述《產經新聞》大宅壯一在1960年到臺灣旅行後所撰文章道：「來台灣最感驚奇的是，當地人毫無顧忌地使用『支那』、『支那人』的語彙，其中甚至有人使用『清國奴』一詞。……本島人所說的『外省人』或許同是漢民族，但現在已成為另類人種。」

### 當代
現今石原慎太郎等部份日本極右翼人士及反共人士，以及日本民間一些既有名詞（如食物名稱支那蕎麥麵），會使用「支那」和「支那人」兩詞。
2017年，中華民國臺北地方法院檢察署發出的「不起訴處分書」，當中表明「『支那』在教育部重編國語辭典修訂本記載係指『中國』，係古印度對中國的稱呼，且漢語中的『支那』和葡萄牙語、荷蘭語、德語、英語中的『China』以及法語中的『Chine』於口語發音上亦近乎相同，是『支那』一詞，於我國（台澎金馬地區）人民之主觀認知上，大多認為是『China』之中文譯音，而未含有貶抑之負面評價之意。」，故「支那五毛」等意見表達及批判言論屬《刑法》第310條第3款之可受公評事項，不構成公然侮辱或誹謗等妨害名譽罪嫌。

## 使用事例

### 國際以及學術領域

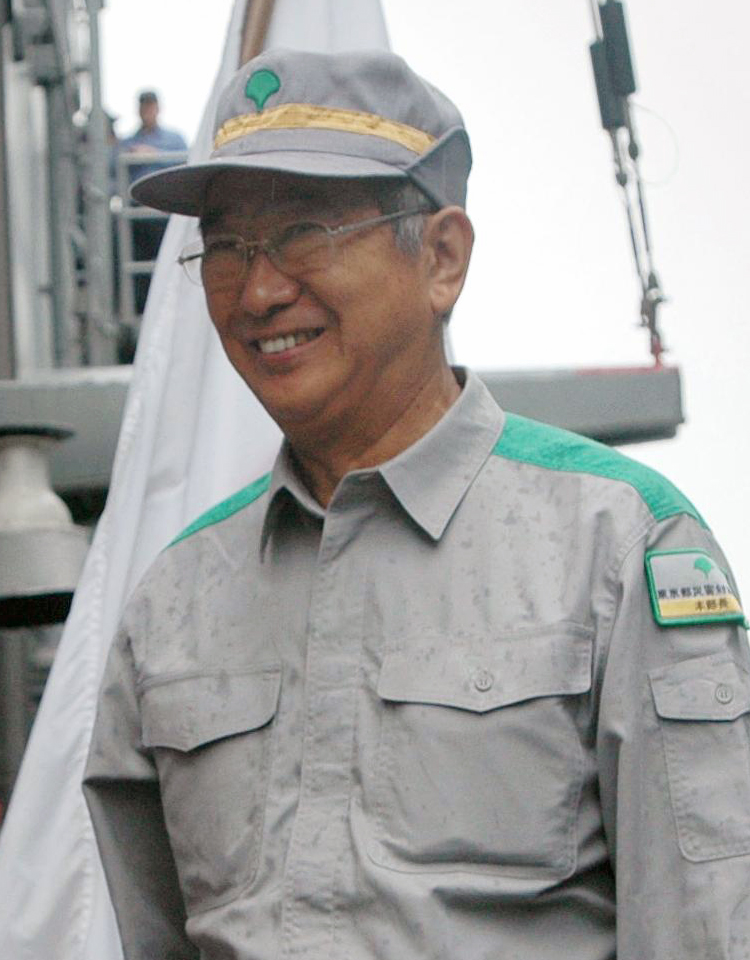
日本右翼人士石原慎太郎因為公開使用支那及支那人這些詞而被專門從事中日研究的約克大學歷史學教授傅佛果（Joshua A. Fogel）點名批評為「麻煩製造者」

在國際以及學術（地理學、地質學界）領域，中南半島的法文為「Indochine」，表示位於印度與中國之間並受兩國文化影響的區域。法文「Indochine」音譯中字為印度支那半島（Indochina），屬于法國的殖民地，包括越南、寮國和柬埔寨。
但在中國抗日戰爭時期，「支那」演變成侮辱中國的歧視性詞語。在于右任的的倡議下，中文世界改用「中南半島」，意思為「在中國以南的半島」。目前中國、東南亞、歐美等地的華人普遍使用「中南半島」一詞。
日本有部分右翼人士主張按先前的習慣將中國稱作「支那」，他們認為日語“支那”的語音“希吶”來自於西方語言「China」或“Sino-」等詞，既然中國允許歐美人稱其為「China」，那日本人就可以稱其為「希吶」。東京大學博士、北京大学哲学系教授周程指出，「支那」並非是「Sino」的音譯，而是它的意譯，且「na」和「no」的注音假名完全不同，若要音譯「Sino」，那就應該譯成「希惱」，而不是「希吶」，如果日語「支那」的語音真的是由“China」演變而成，那麼它的注音應為“恰依吶」，而不是“希吶」，另外，日本儒者新井白石在譯介荷蘭語地理書籍時首次將「China」與「支那」相連，然而他給「支那」加的注音假名的讀音並非是「希吶」，而是「契吶」。
加拿大約克大學教授、日裔史學家若林正（Bob Tadashi Wakabayashi，或譯若林忠志）指出，有一些日本右翼認為支那的詞源並無貶義，因此應該繼續使用支那這個詞，然而源於《馬可·波羅遊記》記載的「Zippangu」一詞的「Jap」也有非貶義的詞源，但是主張繼續使用支那一詞的日本人毫無疑問會因為被外國人稱為「Jap」而感到氣憤。他指出，如果當今中國人說他們因被稱為支那或支那人而感到受到傷害，那麼在禮貌上就應該不要使用這些用語，不論這個詞的詞源或者在歷史上的用法如何，他亦指出，有兩種戰後的日本人繼續使用這種詞——教育程度低與積習難改的老年人。

專門從事中日研究的約克大學歷史學教授傅佛果（Joshua A. Fogel）以Negro一詞的情況跟Shina（支那）相比，又點名批評公開使用支那及支那人這些詞的右翼政治家石原慎太郎為「麻煩製造者」。他指出，1960年代中期以前，「Negro」一詞並沒有冒犯成份，而且可以被黑人以外的任何族群使用，甚至與當時具有公然侮辱和冒犯性的「Colored」一詞相比可以被視為是一種尊稱，非裔美國人民權運動領袖馬丁·路德·金在《我有一個夢想》演講裡中也多次使用「Negro」一詞，直到1960年代後期，人們才開始轉用「Black」一詞以替代「Negro」，這是因為原被稱為「Negro」的群體要求作出這樣的改變。

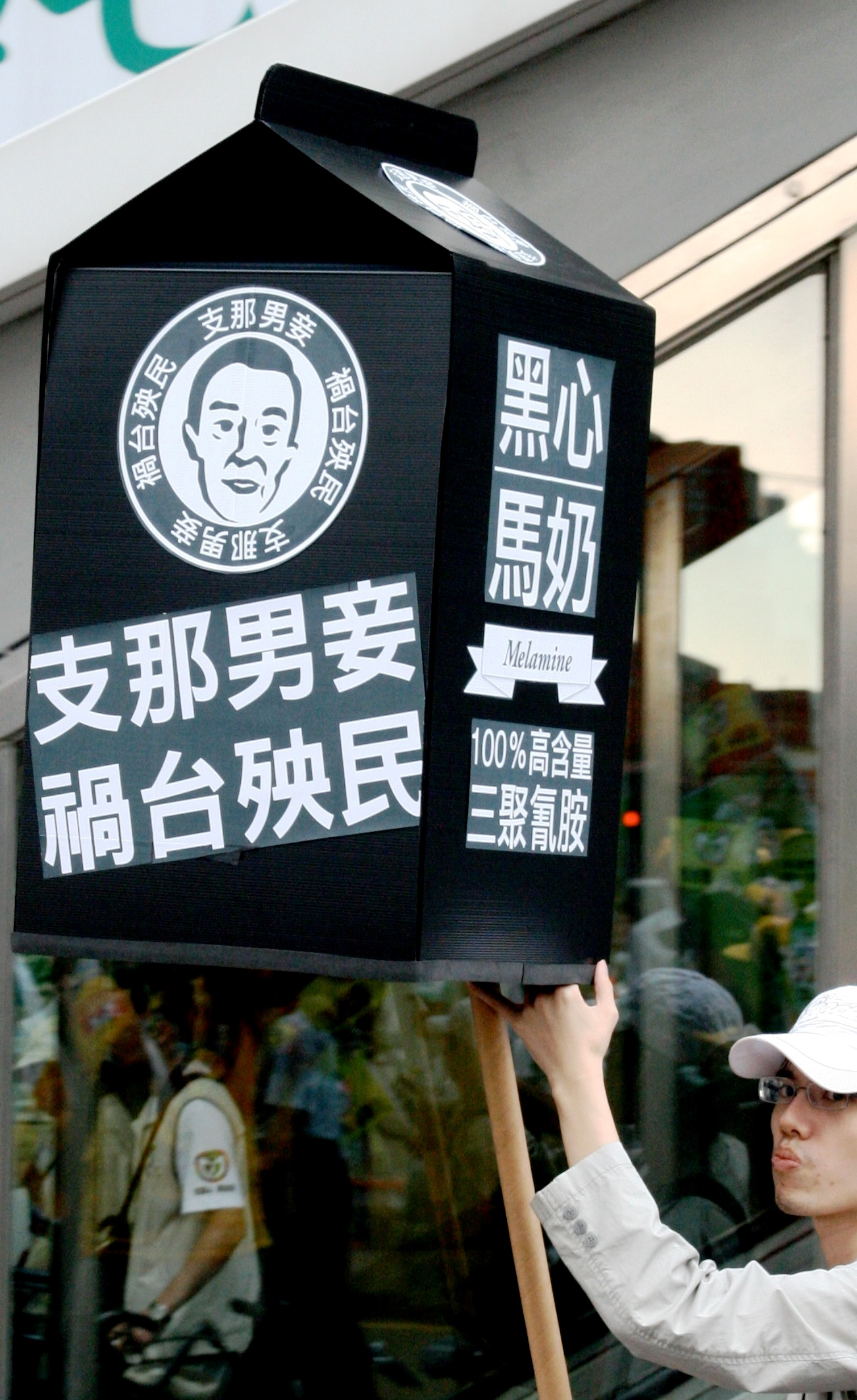
2008年1025反黑心顧臺灣大遊行中，使用「支那男妾」一詞批評被視為親中国大陸的總統馬英九

### 汉字圈

#### 中國大陸
1998年，大陸四大入口網站之一的「新浪」成立，網址的英文寫法是sina.com，引起在日本的大陸移民和留學生抗議，因為sina是「支那」一詞的日語訓令式羅馬字 ；他們深怕，網站一旦流行，勢必在日本勾起不必要的聯想，加深一些日本人對他們的歧視，因為「支那」一詞在軍國主義上含歧視隱義。

#### 台灣
由於網路興盛，有臺灣人也開始用「支那」與「支那人」來稱呼中華人民共和國與中國大陸人（中華人民共和國國民），將中國大陸用語稱為「支語」，反對中國大陸用語的人被稱為「支語警察」，或稱在1949年随國民政府播遷来台的外省人及其后代或支持兩岸统一傾向的人為「滯台支那人」，在網路上将国民党及其支持者称呼为「支那猪」、「支那狗党」、「支那贱畜」。例如2009年就曾發生筆名「范蘭欽」的郭冠英辱台事件，持臺灣主體性的學者李筱峰即在報紙上批評筆名「范蘭欽」為「支那狂犬」。2011年嘉義市政府社會處科員詹子藝在一次中國大陸遊客在阿里山的車禍後也在其噗浪上稱中國大陸客為支那人。2018年中正纪念堂铜像污损事件有台灣獨立支持者拿出布条高喊「去除支那威权，创建台湾共和」。藝人歐陽娜娜也因多次表態支持中華人民共和國而被具有台灣本土意識之中的部分台灣網友稱作「歐陽支那」。

#### 香港
二戰期間，日本政府亦在文件中將香港華人列為支那人，例如將帕西華人混血兒羅旭龢列為「英支混血兒」， 將當地華人菁英如金融界和法律界的專業人士列入《香港在住支那人有力者調查表》中。
現代隨着内地与香港矛盾升級，一些港人出現反中的觀點，個別香港人以「支那人」稱呼中國大陸人。在2010年代數次的「驅蝗」及「光復行動」中，皆有香港示威者指罵大陸旅客為「支那人」，亦會怒吼「支那人死返支那」（支那人滾回支那）以表達不滿。
2016年10月12日，青年新政候任立法會議員梁頌恒、游蕙禎在就職時以英語宣誓期間，「中國」國號部份讀出「Jee-na」（當事人於事後「聲稱」是發音失誤所致，視頻），被批評是將政治訴求上與中央政府的對立轉變成中華民族的撕裂與對立，並且是對中國、香港以及海外所有中國人的冒犯。由此觸發的宣誓風波越演越烈，全國人大常委會對《基本法》第104條進行釋法 (其實釋法無影響判決，法官區慶祥主要依賴《宣誓及聲明條例》)。在10月18日，梁、游二人被政府提出司法覆核，高等法院在11月15日裁定取消其議員資格。
2017年9月新學年剛開始，香港中文大學等校園中，有港人喊出「支那人滾回支那！」

#### 日本

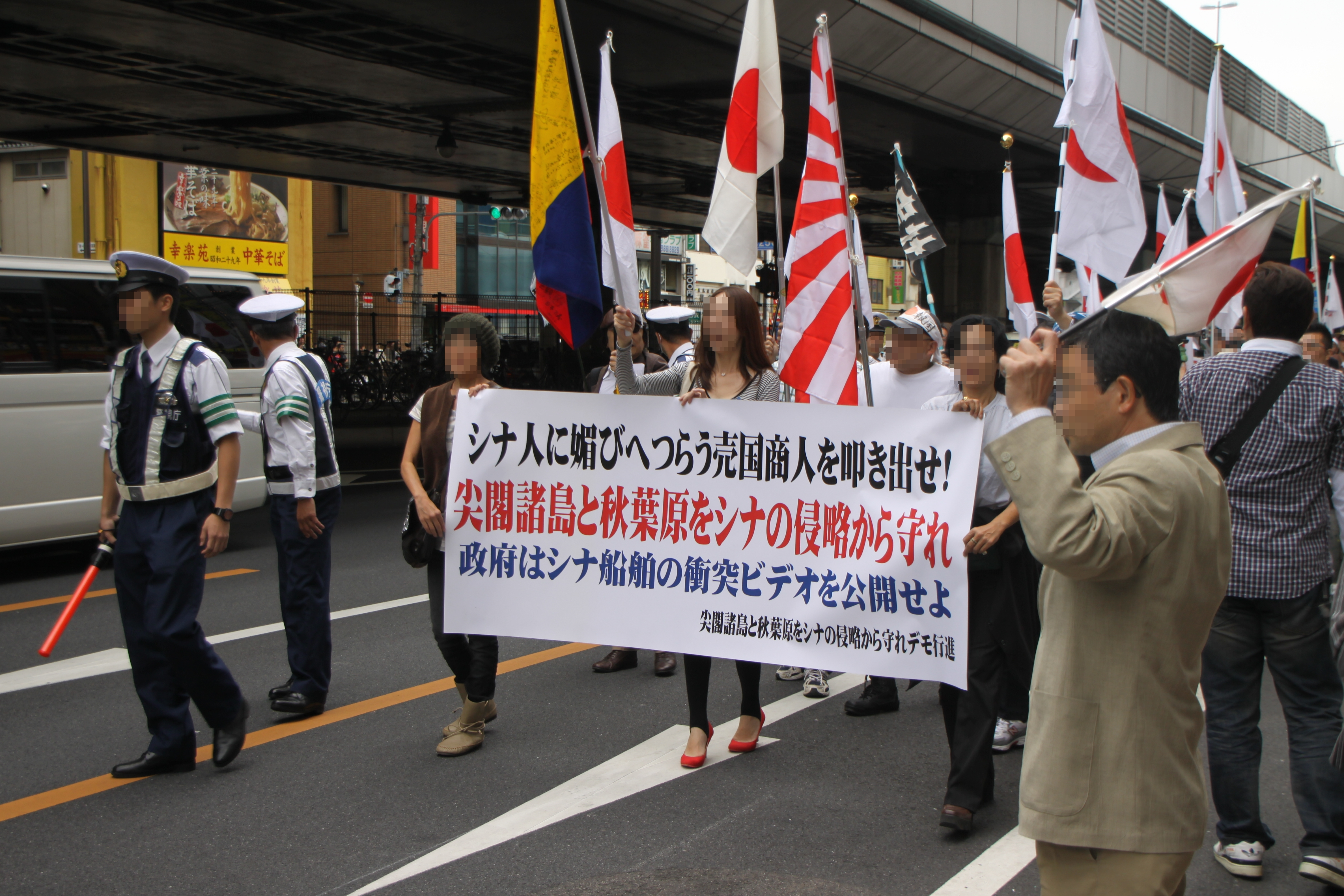
2010年因钓鱼岛争端于日本秋葉原进行的反中游行，标语中使用了“支那人”（シナ人）等字眼。

2014年12月，曾任東京都知事的日本政治人物石原慎太郎，在被問及中日關係時，對追問的香港鳳凰衛視記者說“支那人应该冷静”。曾担任过民主党政策调查会长的细野豪志认为石原慎太郎对中国称呼支那是不当行为。
2017年2月，日本大阪市淀川区“冢本幼儿园”被爆曾向家长散发印有“心术不正的在日韩国人和支那人”等措辞的材料，并且在该幼儿园的主页上还一度刊载写有“韩国、中国人等品行不端之原家长”的内容。2月17日，该幼儿园在其主页上刊文称“对外国人使用了招致误解的表述方式，对此道歉”。
2017年2月5日，为抗议日本APA酒店在客房内放置否认南京大屠杀的书籍，约100名在日华人在东京新宿进行了长达约1小时的示威游行。和平游行活动遭到日本右翼分子干扰，当日逾300名警察维持治安，对在游行队伍周围用高音喇叭高喊「支那人」，并试图冲击游行者的右翼分子进行控制。
2017年8月15日，日本右翼组织「国荣会」总裁大塚久光於靖国神社接受采访时大塚久光将「中国」称呼为「支那」。
2017年11月28日，日本国立感染研究所公布2017年日本梅毒感染人数逾5000人，是1973年来最严重的感染情况。对此，东京葛饰区议员铃木信行于推特上提到，为什么今年梅毒感染者众多，应与赴日人数最多的外国观光客，即支那人有关。铃木信行也于部落格引用一篇文章，指出10年来赴日游玩人数急遽攀升，与梅毒感染增加速度具有一致性，其中中国人最多，因此推测日本人染上梅毒，主要是「支那人」害的。对于铃木信行以「支那人」一词称呼中国人，有人觉得其言论内容已涉及种族歧视。铃木信行驳斥道，中国称国内有数十万名梅毒感染者，赴日的话很有可能是传染途径，为保护国内从事性工作的女子，身为议员当然有义务提出警告，且表示「叫支那有错吗？说应尊称中国才奇怪。」日本厚生勞動省和國立感染症研究所都否認了這種說法，認為並沒有證據將這兩者聯繫起來。2008至2010年間，訪日的中國人增加，日本的梅毒患者數量是減少的。

#### 琉球
因歷史上琉球曾是中國藩屬，即使日本併吞改置沖繩縣，歧視仍根深蒂固，在中日關係緊張下沖繩與日本當局長期對美軍基地意見相左而爆發出來。2016年10月18日，沖繩居民抗議駐日美軍北部訓練場直升機起降坪建設工程，右翼人士到場大罵抗議群眾「支那人滾回去」；從大阪支援的警力將兩方隔開，警員面對抗議居民不滿情緒的話語，竟也反脣相譏「閉嘴、支那人」引起軒然大波，沖繩當地新聞媒體痛批此乃「暴露殖民地心態」、「嘲諷縣民」。

### 东南亚
东南亚华人也被持有反華立場的人士称为“支那人”。在東南亞部分地區被日本佔領期間，日本採取了種族分治和挑撥離間的政策，比如利用馬來人擔任警察圍剿抗日華人；引導和鼓勵馬來人用“Orang Cina”（支那人）而不是“Tiongkok”（中國）來指稱華人，刻意製造矛盾和摩擦。但是专栏作者郑钦亮则认为，在马来语里，“Orang Cina”并不是贬义词，馬來語受梵語影響，使用Cina稱呼中國的歷史悠久，遠在二戰之前已是如此，至少在16、17世紀成書的《馬來紀年》已是如此稱呼中國人。
而在二戰後的印尼，由于印尼华人认为印尼語中固有用詞“Orang Cina”等同“支那人”，是贬低异族与种族歧视的象征，因而提出采用“中华”的閩南語拼音（Tionghoa）來取代，獲得當時的蘇卡諾政府接納并在官方文件上運用，当地部分华人团体也积极推動在民間消除“Cina”一词。苏哈托政府当政的年代，排华气氛浓烈，“Cina”一词多被持有反华立场的人所用，后来中印关系回暖，印尼官方才恢复“Tionghoa”的称谓。

### 美國
2014年7月9日，在美国旧金山启动的首个海外抗日战争纪念馆捐款网页被不明身份骇客攻击，網頁下方写着“一群猪想建设纪念馆，笑！支那豚不团结，我们还有机会全杀光你们！！！”技术人员及时做了应急处理，并将有可能的漏洞补上。世界抗日战争史实维护联合会常务副会长丁元猜測駭客可能來自日本军国主义分子。海外抗日战争纪念馆筹备委员会11日表示，骇客充满种族仇恨和恐怖主义的留言已触犯美国联邦法律，将向联邦调查局报案。

## 扩展阅读
- 梅家玲,〈發現少年，想像中國—梁啟超〈少年中國說〉的現代性 - 漢學研究中心（页面存档备份，存于）〉 ,《汉学研究》 ,19:1(2001.6) ,页 256.
- 龔鵬程:論一些關於中國文化的胡說八道--中國：China(支那)